# Jean Leray

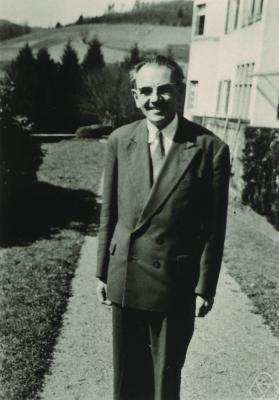
Jean Leray in Oberwolfach, 1961

Jean Leray (* 7. November 1906 in Chantenay-sur-Loire (heute Teil von Nantes); † 10. November 1998 in La Baule-Escoublac, Département Loire-Atlantique) war ein französischer Mathematiker. Bekannt ist sein Name vor allem durch Ergebnisse in der Topologie und der Funktionalanalysis.

## Leben
Leray studierte ab 1926 an der ENS Paris und wurde 1933 bei Henri Villat promoviert. 1932 heiratete er Marguerite Trumier, mit der er drei Kinder hatte.
1934 publizierte Leray zusammen mit Juliusz Schauder eine Arbeit über Topologie und partielle Differentialgleichungen, in der sie den leray-schauderschen Abbildungsgrad definierten. Im selben Jahr veröffentlichte er Ergebnisse zur Existenz und Eindeutigkeit regulärer Lösungen der Navier-Stokes-Gleichungen, die bis heute wegweisend sind. Er zeigte die Existenz sogenannter schwacher Lösungen in zwei und drei Dimensionen (die Frage der Existenz und Regularität glatter Lösungen in drei Dimensionen ist bis heute offen und eines der Millennium-Probleme). Leray wurde 1936 Professor in Nancy. In den Jahren 1940 bis 1945 war er Kriegsgefangener im Oflag XVII-A in Edelbach in Österreich, wo er an einer Schule für seine Mitgefangenen mitarbeitete und dabei sowohl die Ideen für Spektralsequenzen in der Topologie als auch für die Garbentheorie hatte. Der Satz von Leray zur Bestimmung von Garbenkohomologiegruppen ist mit seinem Namen verbunden. von 1947 bis 1978 war er Professor am Collège de France in Paris.
1979 wurde er mit dem Wolf-Preis ausgezeichnet. 1971 erhielt er den Feltrinelli-Preis und 1988 die Lomonossow-Goldmedaille. Er war Kommandeur der Ehrenlegion. 1967 wurde er Ehrendoktor der University of Chicago.
Im Jahr 1953 wurde Leray Mitglied der Académie des sciences, 1959 Mitglied der American Academy of Arts and Sciences und der American Philosophical Society, 1965 Mitglied der National Academy of Sciences und 1966 Mitglied der Sowjetischen Akademie der Wissenschaften. Er war außerdem Fellow der Royal Society, Mitglied der königlich belgischen Akademie der Wissenschaften, der Accademia dei Lincei, der Mailänder, Turiner, Göttinger Akademie der Wissenschaften und der polnischen Akademie der Wissenschaften. 1954 war er Präsident der Société Mathématique de France.

## Schriften
- Leray Étude de diverses équations intégrales non linéaires et de quelques problèmes que pose l'hydrodynamique, Dissertation 1933
- Leray Sur le mouvement d´un liquide visqueux emplissant l´espace, Acta Mathematica, Band 63, 1934, S. 193–248.
- Leray, Schauder Topologie et équations fonctionnelles, Annales scientifiques de l'École Normale Supérieure, Sér. 3, Band 51, 1934, S. 45–78.
- Lagrangian Analysis and quantum mechanics, MIT Press 1981